# إسماعيل فصيح
إسماعيل فصيح (بالفارسية: اسماعیل فصیح) أديب إيراني.

## حياته
ولد في طهران في عام 1935. وصل إلى عالم الأدب في سن مبكره. أنهى المرحلة الابتدائية مع بداية الحرب العالمية الثانية. وبعد التخرج من المدرسة الثانوية سافر الي تركيا وفرنسا والولايات المتحدة. وتلقي شهادة البكالوريوس في الكيمياء من جامعة مونتانا. وإضافة إلى وجوده في سان فرانسيسكو حيث تزوج فتاة أوروبية.
بعد سنوات، عاد إلى مونتانا حيث درس الأدب الإنجليزي في الجامعة نفسها. بعد قضاء سنة في واشنطن العاصمة، وعند وفاة زوجته عاد إلى طهران. وهناك تعرف على الكتاب المعروفين في ذلك الوقت وبدأ بترجمة بعض الكتب. وفي عام 1963 ذهب إلى الأهواز للعمل في شركة النفط الوطنية الإيرانية. بدأ كتابة قصص قصيرة في هاتين السنتين من العزلة والحزن. أنجز أول رواية له «النبيذ الخام» في عام 1968. ثم ارسل في بعثه بحثيه الي الولايات المتحدة حيث درس في جامعه ميشيغن من اجل الحصول علي درجه الماجستير في الأدب الإنجليزي. بعد العودة ألى الوطن بدأ العمل في جامعة النفط في عبدان. له روايات منها «علم التربة» و«قلب الأعمى» نشرت خلال ثلاث سنوات. كما ترجم كتباً في علم النفس والعلوم السلوكية. إن معظم الروايات التي جاءت بايحاء أو ربط الأشخاص الذين قابلهم أو الأحداث التي مرت. مقتل والحروب والثورات المتكرره المواضيع في مؤلفاته.

## المصدر
- أخبار الكتاب الإيرانيين